# Jakob Piil
Jakob Storm Piil (Virum, Municipi de Lyngby-Taarbæk, 9 de març de 1973) és un ciclista danès, ja retirat, que fou professional entre 1997 i el 2007. Combinà el ciclisme en pista amb la carretera. Disputà dues edicions dels Jocs Olímpics d'Estiu, el 1996 i el 2000.
El 1997 passà a professionals de la mà de l'equip RDM. Els seus principals èxits esportius foren el Campionat de Dinamarca en ruta de 2001, la París-Tours de 2002 i una etapa al Tour de França de 2003.

## Palmarès en ruta
- 1995
  - Vencedor de 2 etapes al Cinturó a Mallorca
- 1998
  - 1r a la Skive-Lobet
- 1999
  - 1r a la Volta a Suècia i vencedor d'una etapa
  - 1r a la First Union Invitational
  - 1r a l'US Pro Championships
- 2000
  -  Campió de Dinamarca de contrarellotge per equips (amb Jesper Skibby i Nicolai Bo Larsen)
- 2001
  -  Campió de Dinamarca en ruta
  - 1r al Gran Premi d'Obertura La Marseillaise
  - 1r a la Cursa de la Pau i vencedor de 2 etapes
- 2002
  - 1r a la París-Tours
  - 1r a la Volta a Dinamarca i vencedor d'una etapa
  - Vencedor d'una etapa de la Cursa de la Pau
- 2003
  - 1r a la CSC Classic
  - 1r a Wachovia invitational
  - Vencedor d'una etapa al Tour de França

### Resultats al Tour de França
- 2001. 117è de la classificació general
- 2002. 125è de la classificació general
- 2003. 113è de la classificació general. Vencedor d'una etpaa
- 2004. No surt (15a etapa)

### Resultats a la Volta a Espanya
- 2005. Abandona (12a etapa)

## Palmarès en pista
- 1997
  - 1r als Sis dies de Grenoble (amb Tayeb Braikia)
- 2005
  - 1r als Sis dies de Copenhaguen (amb Jimmi Madsen)

### Resultats a laCopa del Món
- 1997
  - 1r a Atenes, en Madison